# C'est dingue, mais on y va... !
Pour plus de détails, voir Fiche technique et Distribution.
C'est dingue, mais on y va... ! est un film franco-italien réalisé par Michel Gérard et sorti en 1979.

## Fiche technique
- Titre : C'est dingue, mais on y va... !
- Réalisation : Michel Gérard
- Assistant réalisateur : Jean-Pierre Desagnat
- Scénario : Michel Gérard
- Photographie : Jean Monsigny
- Son : Jacques Gérardot
- Musique : Daniel Fauré
- Montage : Gérard Le Du
- Sociétés de production : Belstar Productions - Multimédia - Films Concorde
- Distribution : Les Films Jacques Leitienne
- Pays d'origine :  France
- Durée : 92 minutes
- Date de sortie : 10 janvier 1979

## Distribution
- Stéphane Hillel : Denis
- Pierre Tornade : Arthur Neyssac
- Rémi Laurent : Nicolas
- Maurice Biraud : M. Castagnet
- Michel Melki : Patrice
- Charles Gérard : Charles Beausourd
- Mirella D'Angelo : Angela Castagnet
- Michel Bonnet : Marc
- Vittorio Caprioli : col. Cellini
- Giuliana Calandra : Doris Castagnet
- Giannino Tondinelli : Luigi Lorenzini
- José Garcimore : le soldat à la contrebasse